# II. Theodosius bizánci császár
II. Theodosius, görögösen Theodosziosz (Konstantinápoly, 401. április 10. – Konstantinápoly, 450. július 28.) a második keletrómai császár 408-tól haláláig, Arcadius és Aelia Eudoxia fia volt.

## Theodosius uralkodása
Theodosius 401. április 10-én jött világra a császári pár negyedik gyermekeként. 402-ben apja ráruházta az augustus címet, így formailag társcsászárává tette. Mindössze hétéves volt, amikor örökölte a Keletrómai Birodalom trónját. Eleinte a praefectus praetorio, a tehetséges Anthemius kezében volt a tényleges irányítás, aki békét kötött a perzsákkal, javított a nyugati birodalomfélhez fűződő viszonyon, és megállította a dunai tartományokra törő hunokat. 413-ban az ő utasítására készült el a Konstantinápolyt övező fal, melyet II. Theodosius uralkodása vége felé (447–448) földrengések rongáltak meg, ám hamarosan újjáépítették és kibővítették a védműveket, melyek még ezer évig védték a várost. 414-től kezdve az augusta címmel felruházott, mélységesen vallásos és később szentté avatott Pulcheria, a császár két évvel idősebb nővére vette kezébe az irányítást és a még mindig fiatal uralkodó nevelését. Ennek tudható be, hogy Theodosius kegyes keresztény és a ceremóniákban járatos személy lett, azonban az amúgy sem túlzottan tehetséges ifjút egyáltalán nem készítették fel az uralkodásra. Egyetlen szórakozását a vadászatok jelentették, egyébként nővére hatására magányos, elzárkózó életet élt.
Házasságát is Pulcheria szervezte meg: feltehetően 421 folyamán vette el Aelia Eudociát, akitől három gyermeke született, de csak egyikük, Licinia Eudoxia érte meg a felnőttkort.  A császárné pártfogójával később konfliktusba került, és a császár Khrüszaphiosz Ztommasz nevű eunuch kegyencével szövetségben egy időre sikerült kiütnie a nyeregből. Khrüszaphiosz azonban hamarosan elérte, hogy Eudociát is száműzzék, Pulcheria viszont hamarosan visszanyerte korábbi szerepét.
II. Theodosius idején, nagyrészt a múlt hagyományait őrző felesége hatásának betudhatóan alapították meg a konstantinápolyi egyetemet 425-ben, ahol 10 görög és 3 latin nyelvű grammatika- valamint 5 görög, és 3 latin nyelvű retorikaprofesszor működött.
450 nyarán az ötvenedik évében járó császár a Lükosz folyónál leesett a lováról, gerincsérüléseket szenvedett, és hamarosan elhunyt.

## Hadügyek

### A keleti határ
421 vége felé háború tört ki az Szászánida Birodalommal. II. Jazdagird uralkodása végén ugyanis egy keresztény püspök felgyújtotta Szúza városában a zoroasztrista templomot, ami keresztényüldözésekhez vezetett. Sok keresztény menekült a Bizánci Birodalom területére. Az új császár, Varanes követelte a menekültek kiadatását, azonban a császári adminisztráció ezt megtagadta. Ekkor háború tört ki, amely mintegy két évig tartott. II. Theodosius helyett hadvezére, Aspar vezette a római hadakat, ám jelentős eredményt nem sikerült elérnie. A mezopotámiai Theodosziopolisz ostroma viszont halhatatlanná tette harcias püspöke, Eunomus nevét, aki „nyájával” együtt több perzsa támadást is visszavert, és elpusztította az ellenfél ostromgépeit. Állítólag makacs kitartásuk hatására egy perzsa herceg istenkáromló fenyegetőzésbe kezdett, amit meghallva Eunomus egy ballistalövéssel megölte. Erre a perzsák serege megrémült, és elvonult a város alól. A hadjárat végül egy száz évre szóló békekötéssel ért véget.
441-ben, egy másik perzsa háború lezárásaként a két birodalom felosztotta egymás között Armenia Maior évszázadok óta ütközőállamként funkcionáló királyságát.

### A nyugati birodalomfél

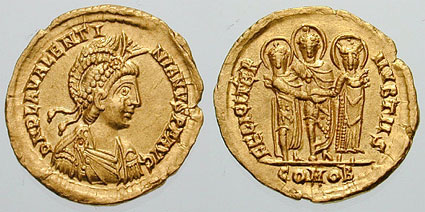
Licinia Eudoxia és III. Valentinianus menyegzője alkalmával vert aranypénz. Az előlapon a vőlegény, a hátoldalon a pár látható II. Theodosius társaságában

423-ban elhunyt Theodosius Ravennában regnáló nagybátyja, Honorius. Húgát, Galla Placidiát annak gyermekeivel, Valentinianusszal és Honoriusszal együtt halála előtt röviddel Konstantinápolyba küldte. A trónt a bitorló Ioannes szerezte meg, ám Theodosius Ardabur és fia, Aspar vezetésével hadat küldött ellene. Ioannest elfogták, és 425-ben lefejezték Ravennában. Theodosiusnak nem állt szándékában egyesíteni a Római Birodalmat – vagy tanácsadói lebeszélték erről –, így Valentinianust helyezte a trónra, akivel eljegyezték a császár lányát, Eudoxiát. A frigy 437-ben jött létre.

### A hunok
A hunok Arcadius idején még a birodalom keleti tartományait dúlták fel, ám II. Theodosius idejére már a Duna mentén jött létre erős birodalmuk. A veszélyes szomszédság 441-ben tört rá a Balkán-félszigetre Attila és fivére, Bleda (Buda) vezetésével. Feldúlták Moesia, Illyricum és Thracia vidékét, elpusztították Sirmium (Sremska Mitrovica), Sardica (Szófia) és Singidunum (Belgrád) városát. A császár minden mozgósítható erőt igyekezett összegyűjteni – így például Szicília szigetéről is visszahívta az ott állomásozó helyőrséget, akiket a Vandál Királyság megfékezésére telepítettek oda – azonban a sorozatos vereségek után kénytelen volt visszavonulni Konstantinápoly védelmére. A Balkán ezzel gyakorlatilag a hunok kényének-kedvének lett kiszolgáltatva egészen 447-ig, amikor egy földrengés megrongálta a főváros falait (57 torony pusztult el), és a hun sereg közeledtére Theodosius kénytelen lett békét kötni. A császár ezentúl az addig fizetett 700 font arany háromszorosát, 2100 fontnyi aranyat (ebből 600-at azonnal) fizetett sarcként, emellett jelentős területekről mondott le a hunok javára, és váltságdíj nélkül szabadon kellett engednie az Attila seregéből ejtett foglyokat.
448-ban vagy 449-ben Maximinus Daia vezetésével küldöttség indult Attila udvarába, melynek tagja volt Priszkosz rétor történetíró is, aki igen érdekes munkát hagyott az utókorra a hun uralkodóról. A misszió célja hivatalosan a békés viszony javítása lett volna, azonban az egyik résztvevő, Vigilius valójában Attila meggyilkolására készült (az ötlet Theodosius jóváhagyásával a kamarási rangba emelkedő Chrysaphius eunuchtól származott). A hun uralkodó Edikától, a szkírek cselszövésbe beavatott királyától értesült az ellene szervezett merényletről, ám vérontás helyett megelégedett 200 font arannyal, és azzal, hogy követei a császár szemére olvasták a bűneit, követelve Chrysaphius levágott fejét. Theodosius végül kegyencét is megmentette nagy kincsek árán. Attila „nagylelkűen” még a Dunától délre eső vidékről is lemondott, amelyet a hunok már korábban pusztasággá tettek.

## A kereszténység ügye
Vallás dolgában II. Theodosiusra nagy befolyást gyakorolt nővére, Pulcheria, aki az ortodox kereszténység felé terelte öccsét. Nagyrészt neki köszönhető, hogy a császár elűzött minden pogányt az udvarából, és folytatta a nagyapja idején megkezdett munkát: a pogány kori szentélyek, szobrok rombolását. Zsidóellenes intézkedéseket is hozott (Konstantinápolyban leromboltatta a zsinagógákat, egyik rendelete pedig kifejezetten Gamáliel, a zsidók utolsó pátriárkája ellen született).
Theodosius korának legfontosabb vallási konfliktusa Nestorius konstantinápolyi pátriárka tanai – közelebbről Szűz Mária istenanyaságának tagadása – kapcsán robbant ki. I. Celesztin római pápa és az alexandriai pátriárka, Alexandriai Szent Cirill síkra szállt amellett, hogy Mária igenis kiérdemli a Theotokosz (Istenanya) megnevezést, míg Nestorius és az antiochiai presbiter, Anastasius ez ellen foglalt állást. III. Valentinianus és II. Theodosius végül megállapodott, hogy egyetemes zsinatot hívjanak össze Epheszoszban. A 431-es epheszoszi zsinaton hosszas, kölcsönös fenyegetőzéssel zajló csatározás után lemondatták Nestoriust, és egy damaszkuszi kolostorba küldték, majd 435-ben Egyiptomba száműzték. Keleten sok híve akadt, ám a nesztoriánusokat az egyház eretneknek tekintette.
Az ortodoxia győzelme azonban nem volt teljes, ugyanis Theodosius uralma végén a másik véglet, a Jézus Krisztus személyiségének teljes egységét hívő Eutükhész pártja mellé állt. A 449-ben összehívott ún. epheszoszi rablózsinaton (latrocinium) lemondatták és megverték Phlabianoszt, Konstantinápoly pátriárkáját és támogatóit. I. Leó pápa elutasította a zsinat Eutükhészt támogató határozatát, amit azonban csak 451-ben, a khalkédóni zsinaton vontak vissza véglegesen II. Theodosius ortodox utódai.

## Jogalkotás
A császári udvar 429-ben elrendelte a Nagy Constantinus óta hozott összes törvény tematikus rendben történő összegyűjtését, hogy teljesen egységes jogrendet hozhasson létre Hermogenianus és Gregorius gyűjteményei mintájára. 435-ig azonban nem történt számottevő lépés az ügyben, és a feladatra kijelölt 8 funkcionáriust leváltották. Az új, immár a konstitúciók szövegei módosításának jogával is felruházott bizottság tizenhat tagja 438. február 15-én publikálta a Codex Theodosianus címet viselő művet. A mű 439. január 1-jétől fogva a birodalomban a császári eredetű törvénykezés alapja lett.